# Magnolia sarawakensis
Espèce
Statut de conservation UICN

 DD  : Données insuffisantes
Magnolia sarawakensis est une espèce de plantes à fleurs de la famille des Magnoliaceae. C'est un arbre originaire de Bornéo.

## Description
C'est un arbre.

## Répartition et habitat
L'espèce est trouvée à Bornéo (Sarawak, Sabah, est et ouest de. Kalimantan).
Elle pousse en milieu tropical humide.